# Герб Ангарска
Герб Ангарска — опознавательно-правовой знак, составленный и употребляемый в соответствии с правилами геральдики, служащий символом города, утверждённый 29 апреля 1996 года.
В 1995 году В.Щукиным была высказана идея поместить в герб героиню народного эпоса красавицу Ангару. Проект герба выполнил художник Олег Михайлович Ткаченко

## Описание
Геральдическое описание (блазон) гласит:
В изумрудном щите с лазоревой шиповидной оконечностью золотая фигура бегущей молодой женщины в развевающихся одеждах. Оконечность пересечена несколькими узкими серебряными шиповидными поясами.

## Символика
Изумрудное поле щита символизирует тайгу, лазоревая оконечность - воду. Вместе они обозначают, что город построен в тайге на берегу реки. Фигура молодой бегущей женщины символизирует героиню народного эпоса Ангару (единственную дочь старика Байкала, убежавшую к своему возлюбленному - молодому богатырю Енисею), давшее название городу. Золотой цвет фигуры - символ богатства - обозначает высокий промышленный потенциал города.